# Uri Lupolianski
Uri Lupolianski (אורי לופוליאנסקי), né en 1951 à Haïfa en Israël, a été maire de Jérusalem de 2003 à 2008. Membre de Yahadut Hatorah, coalition politique composée des partis orthodoxes ashkénazes Agoudat Israël (Hassidims) et Degel HaTorah dont il est issu, il a succédé à Ehud Olmert en tant que maire de Jérusalem. 
Il est le premier Juif ultra-orthodoxe (haredim) à occuper ce poste.

## Biographie
Fondateur en 1976 de l'organisation Yad Sarah qui offre des services médicaux à l'ensemble de la population, il a reçu de nombreuses décorations dont le prix Israël pour son action à la tête cet organisme. 
Depuis 1989, il est membre du conseil municipal de Jérusalem. Il a occupé les postes d'adjoint chargé de l'urbanisme ainsi que ceux de la famille et des services sociaux.
Uri Lupolianski est marié et père de 12 enfants. Il habite dans le quartier de Sanhédria.
Le 14 avril 2010, il est  placé en garde à vue pour son implication dans l'affaire Holyland, il est soupçonné d'avoir fait virer plus de 3 millions de shekels en provenance d'Hillel Charney vers son association Yad Sarah. Un scandale immobilier dans lequel est impliqué également son prédécesseur au poste de maire de Jérusalem  Ehoud Olmert.
En mars 2014, il est condamné pour corruption.